# Guarea lozanii
Guarea lozanii là một loài thực vật có hoa trong họ Meliaceae. Loài này được Morales-P. mô tả khoa học đầu tiên năm 1998.